# Arachniodes similis
Arachniodes similis är en träjonväxtart som beskrevs av Ren-Chang Ching. Arachniodes similis ingår i släktet Arachniodes och familjen Dryopteridaceae. Inga underarter finns listade.